# Big Fun (album C.C. Catch)
Big Fun – piąty album niemieckiej piosenkarki C.C. Catch wydany w 1988 roku przez Hansa Records. Płyta zawiera 10 nagrań, wszystkie zostały napisane przez Dietera Bohlena, kończąc tym samym jego współpracę z artystką. Wydanie albumu poprzedził singel „Backseat of Your Cadillac” w październiku 1988, w następnym roku ukazały się zaś trzy kolejne single: „Nothing But a Heartache”, „Summer Kisses” oraz „Baby I Need Your Love”.

## Lista utworów

### Wydanie na płycie CD[1]
| Nr  | Tytuł utworu                | Długość |
| --- | --------------------------- | ------- |
| 1.  | „Backseat Of Your Cadillac” | 3:24    |
| 2.  | „Summer Kisses”             | 3:51    |
| 3.  | „Are You Serious”           | 3:07    |
| 4.  | „Night In Africa”           | 4:09    |
| 5.  | „Heartbeat City”            | 3:38    |
| 6.  | „Baby I Need Your Love”     | 3:03    |
| 7.  | „Little By Little”          | 3:06    |
| 8.  | „Nothing But A Heartache”   | 3:02    |
| 9.  | „If I Feel Love”            | 3:42    |
| 10. | „Fire Of Love”              | 3:00    |
|     |                             | 34:02   |

### Wydanie na płycie winylowej[2]
| Strona A | Strona A                    | Strona A |
| Nr       | Tytuł utworu                | Długość  |
| -------- | --------------------------- | -------- |
| 1.       | „Backseat Of Your Cadillac” | 3:24     |
| 2.       | „Summer Kisses”             | 3:42     |
| 3.       | „Are You Serious”           | 2:57     |
| 4.       | „Night In Africa”           | 4:11     |
| 5.       | „Heartbeat City”            | 3:47     |
|          |                             | 18:01    |

| Strona B | Strona B                  | Strona B |
| Nr       | Tytuł utworu              | Długość  |
| -------- | ------------------------- | -------- |
| 1.       | „Baby I Need Your Love”   | 3:05     |
| 2.       | „Little By Little”        | 2:58     |
| 3.       | „Nothing But A Heartache” | 3:03     |
| 4.       | „If I Feel Love”          | 3:43     |
| 5.       | „Fire Of Love”            | 2:58     |
|          |                           | 15:47    |

- Faktyczne długości nagrań różnią się od tych napisanych na okładce tego wydania

## Listy przebojów (1988–1989)
| Państwo                | Najwyższe miejsce |
| ---------------------- | ----------------- |
| Hiszpania (AFYVE)      | 22                |
| Niemcy (Media Control) | 53                |

## Autorzy[5]
- Muzyka: Dieter Bohlen
- Autor tekstów: Dieter Bohlen
- Śpiew: C.C. Catch
- Producent: Dieter Bohlen
- Aranżacja: Dieter Bohlen
- Współproducent: Luis Rodríguez